# Luigi Clementi
Luigi Clementi (Fabrica di Roma, 15 marzo 1794 – Roma, 30 gennaio 1869) è stato un arcivescovo cattolico e diplomatico italiano.

## Biografia
Luigi Clementi ricevette il sacramento dell'ordinazione sacerdotale il 21 settembre 1816. Laureatosi in utroque iure il 20 luglio 1836, presso l'Università Sapienza di Roma, fu vicario generale dell’abbazia di Subiaco, ed uditore presso la Nunziatura apostolica in Belgio.
Il 21 settembre 1846 fu nominato vescovo di Macerata e Tolentino da papa Pio IX. Fu consacrato vescovo il 4 ottobre dello stesso anno dal cardinale Costantino Patrizi Naro, co-consacranti il vicegerente della diocesi di Roma Giovanni Giuseppe Canali e il vescovo di Imola Gaetano Baluffi. 
L'8 agosto 1851 fu nominato arcivescovo titolare di Damasco e inviato delegato apostolico per l'America Centrale e nunzio apostolico in Messico. Ricoprì questi due incarichi fino al 1861. Il 21 dicembre 1863 fu nominato vescovo di Rimini, mantenendo il titolo personale di arcivescovo. 
Rimase in carica fino alla sua morte, avvenuta il 30 gennaio 1869.
È sepolto nel cimitero del Verano.

## Genealogia episcopale
La genealogia episcopale è:
- Cardinale Scipione Rebiba
- Cardinale Giulio Antonio Santori
- Cardinale Girolamo Bernerio, O.P.
- Arcivescovo Galeazzo Sanvitale
- Cardinale Ludovico Ludovisi
- Cardinale Luigi Caetani
- Cardinale Ulderico Carpegna
- Cardinale Paluzzo Paluzzi Altieri degli Albertoni
- Papa Benedetto XIII
- Papa Benedetto XIV
- Papa Clemente XIII
- Cardinale Marcantonio Colonna
- Cardinale Giacinto Sigismondo Gerdil, B.
- Cardinale Giulio Maria della Somaglia
- Cardinale Carlo Odescalchi, S.I.
- Cardinale Costantino Patrizi Naro
- Arcivescovo Luigi Clementi